# Le leggi della frontiera
Le leggi della frontiera (Las leyes de la frontiera) è un film del 2021 diretto da Daniel Monzón.
La pellicola, di produzione spagnola, costituisce un adattamento cinematografico dell'omonimo romanzo di Javier Cercas.

## Trama
Gerona, 1978: il 17enne timido e nerd Nacho Cañas conosce Zarco e Tere, due giovani in fuga provenienti dal quartiere a luci rosse della città.
Così, quasi senza rendersene conto, si ritroverà coinvolto in un triangolo estremamente pericoloso, che mescola amore e criminalità. Tra rapine e furti, Nacho diventa pian piano uno di loro, tanto da proseguire queste azioni assurde per un’intera estate. Ma presto non saprà più dov'è il confine tra giusto e sbagliato e così, per amore, precipiterà in un turbinio di eventi…

## Produzione

### Sviluppo
Prodotto da Mogambo e Atresmedia, in collaborazione con Buendía Estudios, il film ha ricevuto diversi finanziamenti dall'ICAA; Netflix già in fase di produzione ne ha comprato i diritti.
Il film ha richiesto un budget di circa 7 milioni di euro.

### Riprese
Le riprese sono durate 10 settimane, si sono concluse a novembre 2020 e si sono svolte interamente in Spagna, tra Gerona, Manresa, Montblanc e Costa del Garraf.

## Distribuzione
Il film è stato presentato in anteprima mondiale il 25 settembre 2021 al Festival internazionale del cinema di San Sebastián, come film di chiusura dell'edizione.
Distribuito dalla Warner Bros., è poi uscito nelle sale cinematografiche in Spagna l'8 ottobre 2021.
Il film è stato poi distribuito anche nel mondo, con il titolo internazionale Outlaws, e in Italia il 22 novembre 2021, sulla piattaforma Netflix.

## Accoglienza

### Critica
Fausto Fernández di Fotogramas ha assegnato al film 4 stelle su 5, evidenziando positivamente il triangolo formato dai personaggi Nacho, Tere e Zarco.
Philipp Engel di Cinemanía gli ha assegnato 3 stelle e mezzo su 5: ha scritto che la performance principale di Begoña Vargas finisce giustamente per "mangiare" quelle dei due protagonisti maschili; ha ritenuto che l'atmosfera "a metà strada" funzionasse.
Josu Eguren di El Correo ha assegnato al film 2 stelle su 3: ha considerato il film "una riflessione stimolante sul divario tra memoria e nostalgia" così pervasivo nel discorso storico spagnolo contemporaneo ma alla fine dominato da "monologhi digressivi ingannatori trasformati in immagini".
Federico Marín Bellón della ABC ha assegnato al film 4 stelle su 5, considerandolo "un magnifico ritratto, un aspetto nuovo e stilizzato" dell'epoca già ampiamente rappresentata dal genere kinki (il genere cinematografico spagnolo più popolare tra anni '70 e '80).

## Riconoscimenti
- 2022 - Premi Goya[15]

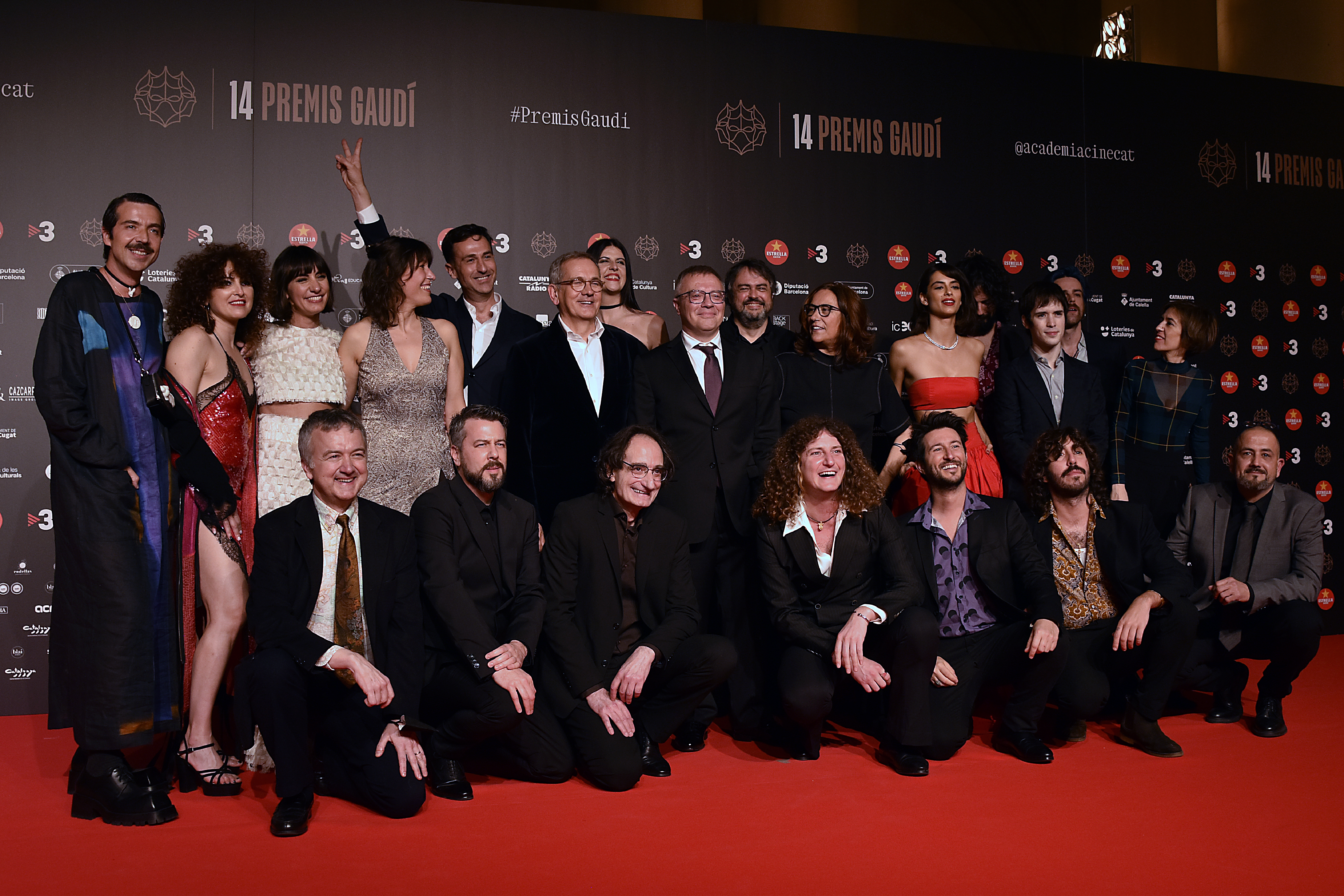
Tutta la troupe durante la premiere del film ai Premi Gaudí

  - Miglior sceneggiatura non originale a Jorge Guerricarchevarría
  - Miglior attore rivelazione a Chechu Salgado
  - Miglior fotografia a Carlo Gusi
  - Migliori costumi a Vinyet Escobar
  - Miglior trucco e acconciatura a Sarai Rodriguez, Benjamin Perez e Nacho Diaz
  - Candidatura per la miglior canzone a Antonio Orozco e Jordi Colell Pinillos per Que me busquen por dentro
- 2022 - Premio Gaudí[16]
  - Miglior fotografia a Carlo Gusi
  - Migliori costumi a Vinyet Escobar
  - Miglior trucco e acconciatura a Sarai Rodriguez, Benjamin Perez e Nacho Diaz
  - Candidatura per il miglior film a Daniel Monzón
  - Candidatura per la miglior regia a Daniel Monzón
  - Candidatura per la miglior attrice a Begoña Vargas
  - Candidatura per il miglior attore a Chechu Salgado
  - Candidatura per il miglior montaggio a Cristina Pastore
  - Candidatura per la miglior colonna sonora a Burrito Kachimba di Derby Motoreta
  - Candidatura per i miglior effetti speciali a David Campos
  - Candidatura per il miglior montaggio sonoro a Isaac Bonfill
  - Candidatura per il Premio del pubblico